# Monster (canción de Arashi)
«Monster» es el trigésimo sencillo de la boy band japonesa Arashi que fue lanzado el 19 de mayo de 2010 bajo la discográfica J Storm. "Monster" fue utilizado como tema para el dorama Kaibutsu-kun (怪物くん Pequeño Monstruo?) protagonizado por el miembro de Arashi Satoshi Ohno. El sencillo fue lanzado en dos ediciones: una edición regular que contiene el lado B y las versiones instrumentales de todas las canciones y una edición limitada que contiene el lado B "Spiral" (スパイラル?  "Supairaru") y un DVD.

## Información del sencillo
El 5 de abril de 2010, se anunció que Arashi proporcionaría la canción "Monster" para el drama de Ohno de comedia y fantasía basada en la serie de Fujiko Fujio del manga Kaibutsu-kun.

## Lista de pistas

### Edición Limitada
| Edición Limitada |                                             |                                                      |                                         |          |  |
| N.º              | Título                                      | Letras                                               | Música                                  | Duración |  |
| 1.               | «Monster»                                   | Unite, Sean-D                                        | Chi-mey                                 | 4:29     |  |
| 2.               | «Spiral» (スパイラル ("Supairaru" Espiral?) | Takashi Ogawa (小川貴史 Ogawa Takashi?), Sho Sakurai | Kazumi Mitome (三留一純 Mitome Kazumi?) | 4:37     |  |
| 3.               | «Monster» (Instrumental)                    | Unite, Sean-D                                        | Chi-mey                                 | 4:29     |  |
| 4.               | «Spiral» (Instrumental)                     | Ogawa, Sakurai                                       | Mitome                                  | 4:37     |  |

| Edición Limitada |           |                |         |          |  |
| N.º              | Título    | Letras         | Música  | Duración |  |
| 1.               | «Monster» | Unite, Sean-D  | Chi-mey | 4:29     |  |
| 2.               | «Spiral»  | Ogawa, Sakurai | Mitome  | 4:37     |  |

### Edición Limitada DVD
| Edición Limitada DVD |                       |          |  |
| N.º                  | Título                | Duración |  |
| 1.                   | «Monster» (Making of) |          |  |
| 2.                   | «Monster» (PV)        |          |  |

## Ventas
El sencillo vendió 232 000 copias en su primer día de ventas el 19 de mayo de 2010, debutando número uno en el Oricon singles daily chart. En el Oricon singles weekly chart, el sencillo debutó número uno vendiendo cerca de 543 000 copias. "Monster" también se convirtió en el trigésimo sencillo consecutivo de Arashi en alcanzar el Top 3 desde su sencillo debut, por lo que Arashi es el primero en lograr esta hazaña.
El 24 de junio de 2010, "Monster" se situó en el número uno en el Oricon first half of the year singles vendiendo 654 287 copias en general.

### Listas, puestos y certificaciones
| Lista (2010)                      | Máxima Posición |
| --------------------------------- | --------------- |
| Billboard Japan Hot 100           | 1               |
| Japan Oricon Daily Singles Chart  | 1               |
| Japan Oricon Weekly Singles Chart | 1               |

| País  | Proveedor | Ventas  | Certificación   |
| ----- | --------- | ------- | --------------- |
| Japón | RIAJ      | 687 000 | Double Platinum |